# Vanves
Pour les articles homonymes, voir Vanves (homonymie).
Vanves (/vɑ̃v/) est une commune française du département des Hauts-de-Seine en région Île-de-France,
La commune est située au sud-ouest de Paris dont elle est limitrophe.

## Géographie

### Localisation

Vue de la commune de Vanves en rouge sur la carte de la « Petite Couronne » d'Île-de-France.

Vanves est une commune de la banlieue parisienne, jouxtant par le sud Paris.

### Communes limitrophes
Les communes limitrophes sont  Clamart, Issy-les-Moulineaux, Malakoff et Paris.

### Relief
L'altitude varie de 35 à 78 mètres.

### Climat
Le climat de Vanves est de type océanique dégradé. Le climat dans les départements de la petite couronne parisienne est caractérisé par un ensoleillement et des précipitations assez faibles. La moyenne des précipitations est de l'ordre de 650 mm/an par an étalés sur 112 jours de pluie en moyenne, dont 16 jours de fortes précipitations (plus de 10 mm). Les températures y sont douces, le mois le plus froid étant janvier avec une moyenne de températures de 4,1 °C et le mois le plus chaud juillet, qui présente une température moyenne de 19,5 °C. Les tableaux ci-dessous présentent différentes données climatiques pour la station météorologique de Paris Montsouris, recueillies sur la période 1961 - 1990. Cette station est située à environ 4 km de Vanves.
| Mois                                        | jan.       | fév.      | mars      | avril     | mai       | juin      | jui.      | août      | sep.      | oct.      | nov.      | déc.       | année      |
| ------------------------------------------- | ---------- | --------- | --------- | --------- | --------- | --------- | --------- | --------- | --------- | --------- | --------- | ---------- | ---------- |
| Température minimale moyenne (°C)           | 2          | 2,6       | 4,5       | 6,7       | 10,1      | 13,2      | 15,2      | 14,8      | 12,6      | 9,4       | 5,2       | 2,9        | 8,3        |
| Température moyenne (°C)                    | 4,1        | 5,2       | 7,8       | 10,6      | 14,3      | 17,4      | 19,5      | 19,2      | 16,7      | 12,7      | 7,7       | 5          | 11,1       |
| Température maximale moyenne (°C)           | 6,3        | 7,9       | 11        | 14,5      | 18,4      | 21,6      | 23,9      | 23,6      | 20,8      | 16        | 10,1      | 7          | 15,1       |
| Record de froid (°C) date du record         | −13,9 1985 | −9,8 1963 | −8,6 1971 | −1,8 1986 | 2 1979    | 4,2 1962  | 9,5 1964  | 8,2 1963  | 5,8 1972  | 0,4 1985  | −4,2 1983 | −23,9 1879 | −23,9 1879 |
| Record de chaleur (°C) date du record       | 15,3 1975  | 20,3 1990 | 24,7 1989 | 27,8 1968 | 30,2 1976 | 40,4 1947 | 35,4 1976 | 36,6 1990 | 32,7 1973 | 28 1985   | 20,3 1982 | 17,1 1989  | 40,4 1947  |
| Nombre de jours avec gel                    | 8,4        | 6,9       | 3         | 0,2       | 0         | 0         | 0         | 0         | 0         | 0         | 2,4       | 8,1        | 28,9       |
| Ensoleillement (h)                          | 59         | 89        | 134       | 176       | 203       | 221       | 240       | 228       | 183       | 133       | 79        | 53         | 1 798      |
| Record de vent (km/h) date du record        | 115 1988   | 115 1990  | 101 1988  | 83 1983   | 83 1983   | 83 1990   | 122 1982  | 79 1989   | 76 1982   | 101 1987  | 104 1984  | 86 1990    | 122 1982   |
| Précipitations (mm)                         | 55         | 45,4      | 52,2      | 49,5      | 62        | 53,2      | 58,3      | 46        | 52,9      | 54,9      | 57        | 55,1       | 641,6      |
| Record de pluie en 24 h (mm) date du record | 20,6 1972  | 20,7 1977 | 31,3 1989 | 26,1 1989 | 35,8 1978 | 53 1973   | 65,8 1972 | 95,7 1987 | 39,4 1989 | 55,2 1966 | 38,7 1965 | 40 1988    | 95,7 1987  |
| Nombre de jours avec précipitations         | 10,7       | 9,5       | 10,7      | 9,7       | 10,5      | 8,4       | 7,9       | 7         | 8         | 8,8       | 10,1      | 10,4       | 111,6      |
| Humidité relative (%)                       | 83         | 78        | 73        | 69        | 70        | 69        | 68        | 71        | 76        | 82        | 84        | 84         | 76         |
| Nombre de jours avec neige                  | 4,2        | 3,7       | 2,6       | 0,9       | 0         | 0         | 0         | 0         | 0         | 0         | 1,4       | 2,7        | 15,5       |
| Nombre de jours avec grêle                  | 0,3        | 0,2       | 0,7       | 0,9       | 0,5       | 0,2       | 0,1       | 0,1       | 0,1       | 0,1       | 0,2       | 0,2        | 3,5        |
| Nombre de jours d'orage                     | 0,4        | 0,3       | 0,8       | 1,9       | 3,3       | 3,1       | 3,4       | 3,3       | 1,5       | 0,9       | 0,3       | 0,2        | 19,5       |
| Nombre de jours avec brouillard             | 2,6        | 1,8       | 0,6       | 0,4       | 0,1       | 0,1       | 0         | 0,2       | 0,9       | 2,1       | 2,5       | 2,1        | 13,4       |

| Diagramme climatique                                  |            |           |             |            |              |              |            |              |           |           |          |
| J                                                     | F          | M         | A           | M          | J            | J            | A          | S            | O         | N         | D        |
| 6,3255                                                | 7,92,645,4 | 114,552,2 | 14,56,749,5 | 18,410,162 | 21,613,253,2 | 23,915,258,3 | 23,614,846 | 20,812,652,9 | 169,454,9 | 10,15,257 | 72,955,1 |
| Moyennes : • Temp. maxi et mini °C • Précipitation mm |            |           |             |            |              |              |            |              |           |           |          |

Le tableau suivant permet de comparer le climat de Vanves à celui de quelques grandes villes françaises.
| Ville             | Ensoleillement · (h/an) | Pluie · (mm/an) | Neige · (j/an) | Orage · (j/an) | Brouillard · (j/an) |
| ----------------- | ----------------------- | --------------- | -------------- | -------------- | ------------------- |
| Médiane nationale | 1 852                   | 835             | 16             | 25             | 50                  |
| Vanves            | 1 796                   | 641,6           | 15,5           | 19,5           | 13,4                |
| Paris             | 1 717                   | 634             | 13             | 20             | 26                  |
| Nice              | 2 760                   | 791             | 1              | 28             | 2                   |
| Strasbourg        | 1 747                   | 636             | 26             | 28             | 69                  |
| Brest             | 1 555                   | 1 230           | 6              | 12             | 78                  |
| Bordeaux          | 2 070                   | 987             | 3              | 32             | 78                  |

## Urbanisme

### Typologie
Au 1er janvier 2024, Vanves est catégorisée grand centre urbain, selon la nouvelle grille communale de densité à sept niveaux définie par l'Insee en 2022.
Elle appartient à l'unité urbaine de Paris, une agglomération inter-départementale regroupant 407  communes, dont elle est une commune de la banlieue,,. Par ailleurs la commune fait partie de l'aire d'attraction de Paris, dont elle est une commune du pôle principal,. Cette aire regroupe 1 929 communes,.

### Morphologie urbaine
Vanves est constitué de 3 quartiers : le Plateau, le Centre Saint-Rémy et les Hauts-de-Vanves.
Le Plateau est la partie la plus récente, la plus dense : il est essentiellement bâti de nombreux immeubles d'assez grandes tailles et de voies piétonnes, avec un habitat mixte (privé et social).
Le Centre Saint-Rémy est la partie la plus ancienne, plutôt considéré comme le petit village de la commune.
Les Hauts-de-Vanves représentent la partie la plus calme et la moins dense de la ville, avec une population plus aisée[réf. nécessaire].

### Occupation des sols
La superficie de la commune est de 160 hectares, totalement urbanisés.

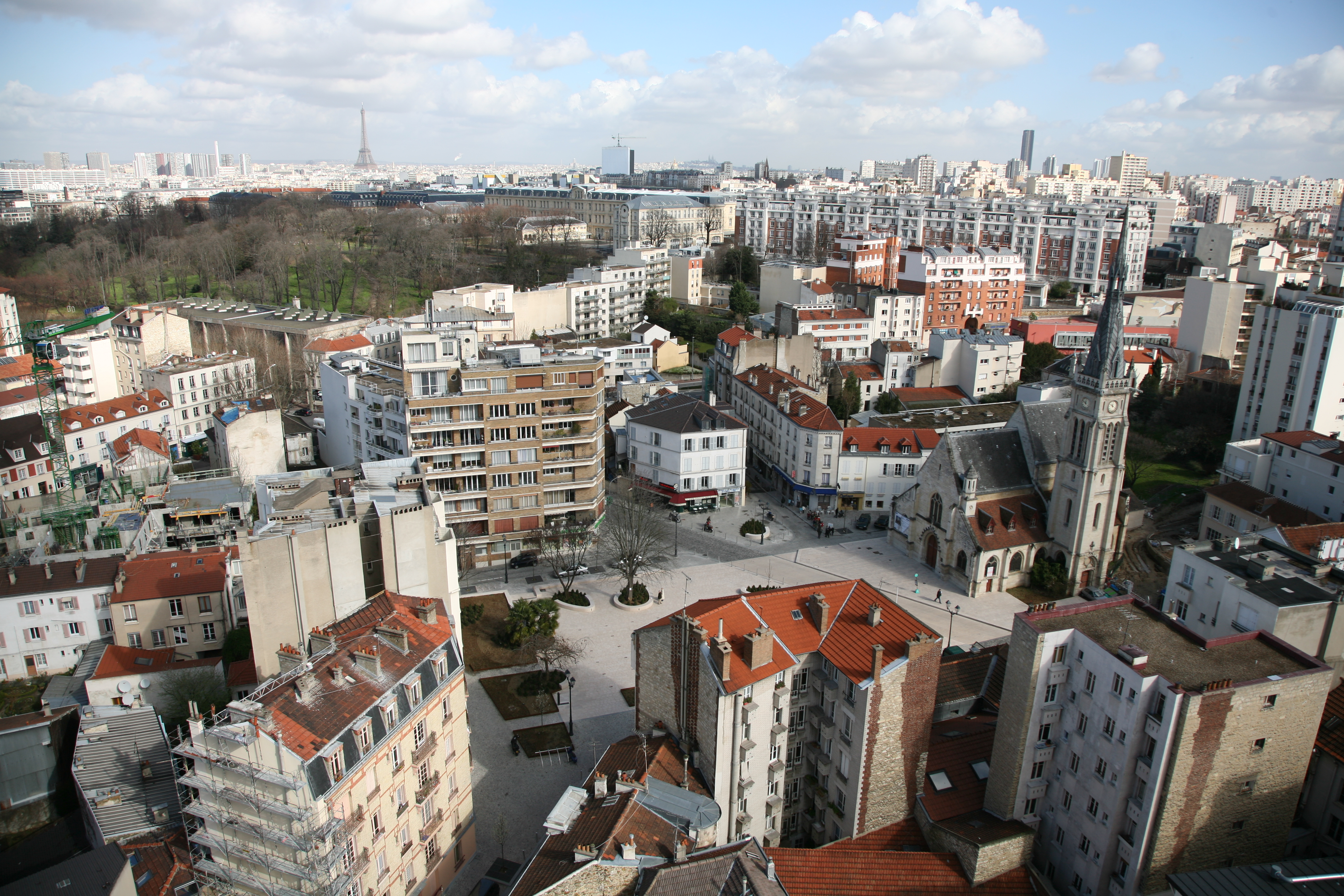
Panorama de la ville de Vanves.

### Habitat et logement
En 2020, le nombre total de logements dans la commune était de 15 325, alors qu'il était de 14 642 en 2015 et de 13 957 en 2010.
Parmi ces logements, 87,3 % étaient des résidences principales, 6,1 % des résidences secondaires et 6,6 % des logements vacants. Ces logements étaient pour 7,9 % d'entre eux des maisons individuelles et pour 90,6 % des appartements.
Le tableau ci-dessous présente la typologie des logements à Vanves en 2020 en comparaison avec celle des Hauts-de-Seine et de la France entière. Une caractéristique marquante du parc de logements est ainsi une proportion de résidences secondaires et logements occasionnels (6,1 %) supérieure à celle du département (3,8 %) mais inférieure à celle de la France entière (9,7 %). Concernant le statut d'occupation de ces logements, 44,7 % des habitants de la commune sont propriétaires de leur logement (43,6 % en 2015), contre 42,9 % pour les Hauts-de-Seine et 57,5 pour la France entière.
| Typologie                                               | Vanves | Hauts-de-Seine | France entière |
| ------------------------------------------------------- | ------ | -------------- | -------------- |
| Résidences principales (en %)                           | 87,3   | 89,7           | 82,1           |
| Résidences secondaires et logements occasionnels (en %) | 6,1    | 3,8            | 9,7            |
| Logements vacants (en %)                                | 6,6    | 6,5            | 8,2            |

La commune respecte presque les obligations qui lui sont faites par l'article 55 de la loi SRU de disposer d'au moins 25 % de son parc de résidences principales constitué de logements sociaux, avec un taux de 23,46 % en 2008, et en très faible croissance depuis pour atteindre 23,95 % en 2019. Elle est astreinte de ce fait à une pénalité financière qui s'est élevée à 46 814,27 € en 2020.

### Voies de communication
Vanves est située à proximité du boulevard périphérique de Paris, et notamment des portes de la Plaine et Brancion.
Vanves est également traversée par la RD 50 (axe Le Kremlin-Bicêtre - Boulogne-Billancourt en parallèle au périphérique).
La commune de Vanves comprend peu d'aménagements cyclables sur les voies départementales très fréquentées. Cependant la politique d'apaisement de la circulation menée depuis la fin des années 2000 a permis d'améliorer les conditions de circulation à vélo dans le territoire communal. Ainsi la plupart des voies de desserte ont été rouvertes à la circulation des cyclistes dans les deux sens.
La Coulée verte du Sud parisien passe dans Malakoff à proximité immédiate de la commune.
Sept stations Vélib' ont été aménagées dans la ville : sur le parvis du siège d'Audiens, la mutuelle de prévoyance de la presse, du spectacle et de la communication, carrefour Albert-Legris, avenue Victor-Hugo (côté lycée Michelet), près de la place du Maréchal-de-Lattre-de-Tassigny, à proximité de la poste, à la gare SNCF Vanves-Malakoff (station double) et devant la piscine Roger-Aveneau.

#### Transports en commun

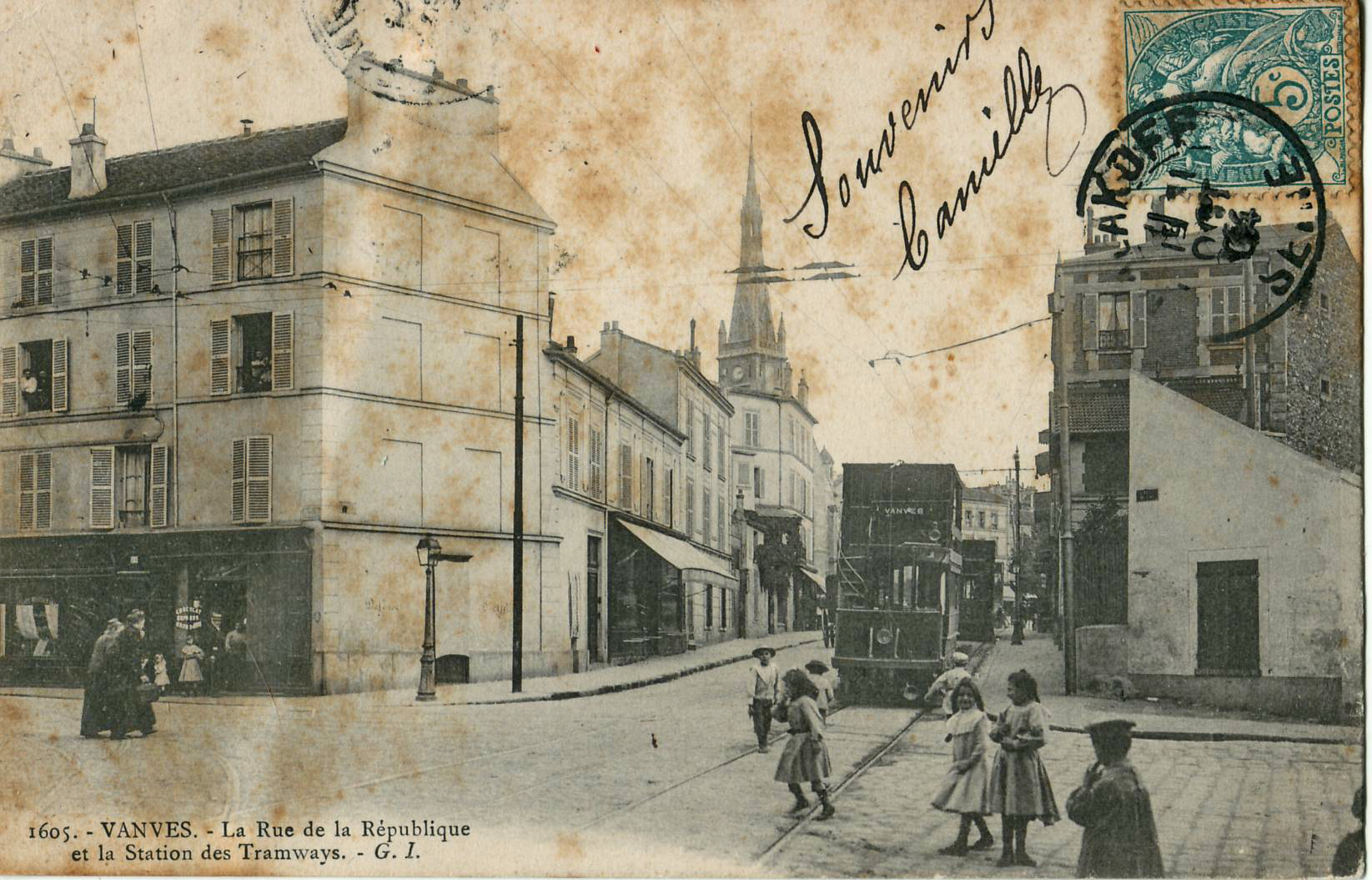
Bien avant les transports actuels, Vanves était desservie par les anciens tramways parisiens.
On voit ici un tramway de la CGPT sur la ligne 5, Saint-Germain-des-Prés – Vanves – Clamart, vers 1905.

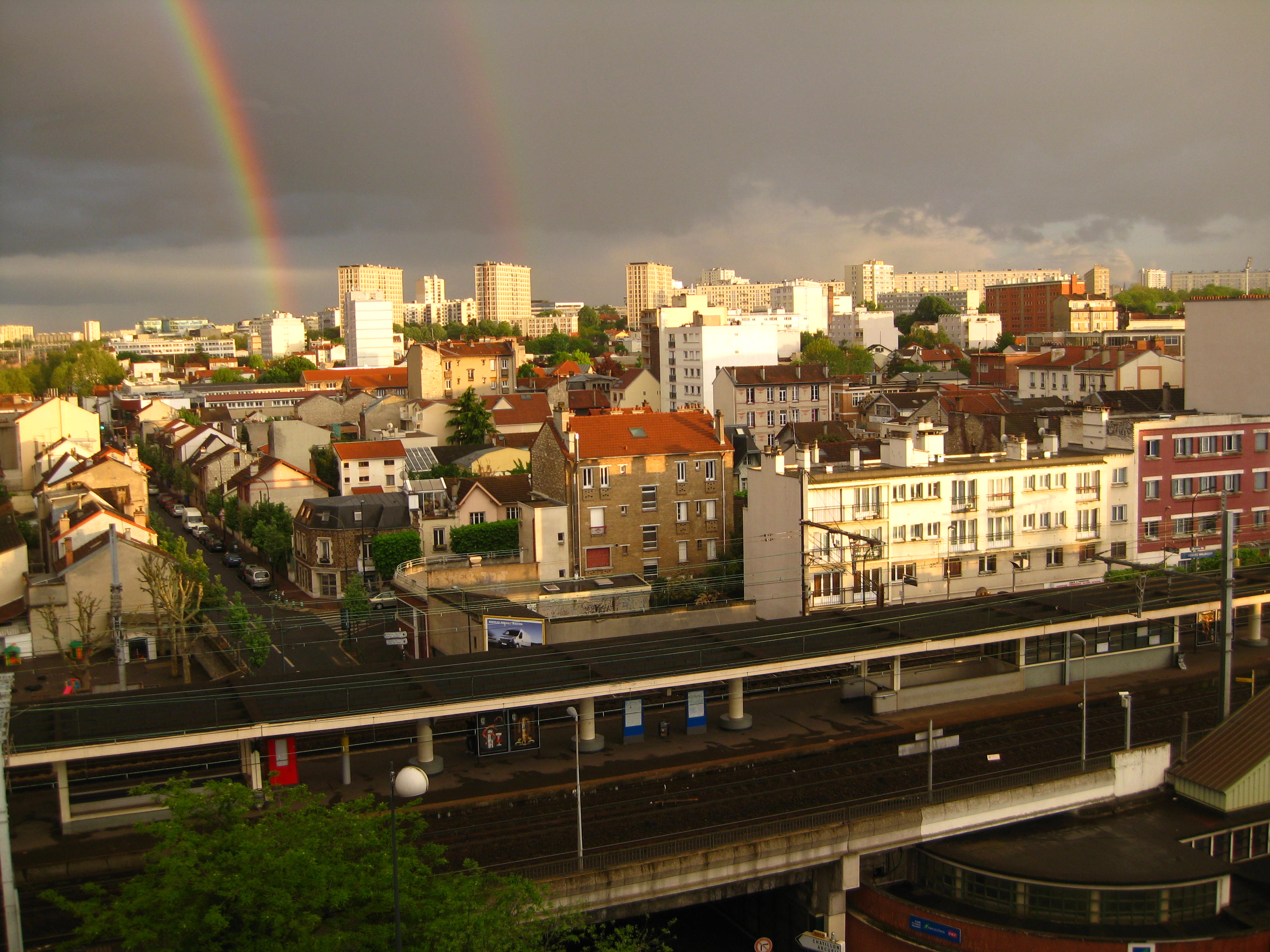
La gare de Vanves - Malakoff.

La commune a la particularité de n'accueillir aucune station ou gare dans son centre, celles-ci se trouvant toutes en limite communale ou dans les villes voisines. Néanmoins, en raison de la faible superficie de la ville, aucun quartier n'est éloigné des transports publics.
On trouve ainsi, les gares de Vanves - Malakoff et de Clamart desservies par la ligne N du Transilien, respectivement au sud et à la pointe sud-ouest de la ville.
Côté métro, les stations Plateau de Vanves (ligne 13) et Corentin Celton (ligne 12) sont situées à proximité immédiate de la commune (respectivement en limite de Malakoff à l'est et de Issy-les-Moulineaux à l'ouest).
Côté tramway, la ligne 3a passe à proximité de Vanves (aux stations Georges Brassens et Brancion, situées dans le 15e arrondissement de Paris).
Enfin, Vanves est desservie par les lignes de bus 58, 59, 89, 126, 189, 323, 391 et 394 du réseau de bus RATP.

## Toponymie
Le nom de la localité est attesté sous les formes Venva en 999, apud Vanvas en 1203. En l'an II (1793), le nom de la ville était Vauves, avant de devenir Vanvre. Le Bulletin des Lois changea le nom en Vanves en 1801.

## Histoire

### Antiquité
En 1999, des fouilles archéologiques ont mis au jour des vestiges de thermes gallo-romains des IIe – IIIe siècles, rue Gaudray. On ne sait s'il s'agit d'un sanctuaire suburbain de Lutèce, d'une villa ou s'il existait à l'époque sur le site de Vanves, un vicus (agglomération secondaire).

### Moyen Âge
Ce village apparaît dans un document de 1163 comme appartenant à l'abbaye Sainte-Geneviève de Paris ; en 1247, les habitants sont affranchis par l'abbé.
L'église Saint-Rémy (place de la République dans le bas de Vanves) date de 1419.
En 1423, l'abbé, resté fidèle à Charles VII, est incarcéré par Henri IV, roi d'Angleterre.

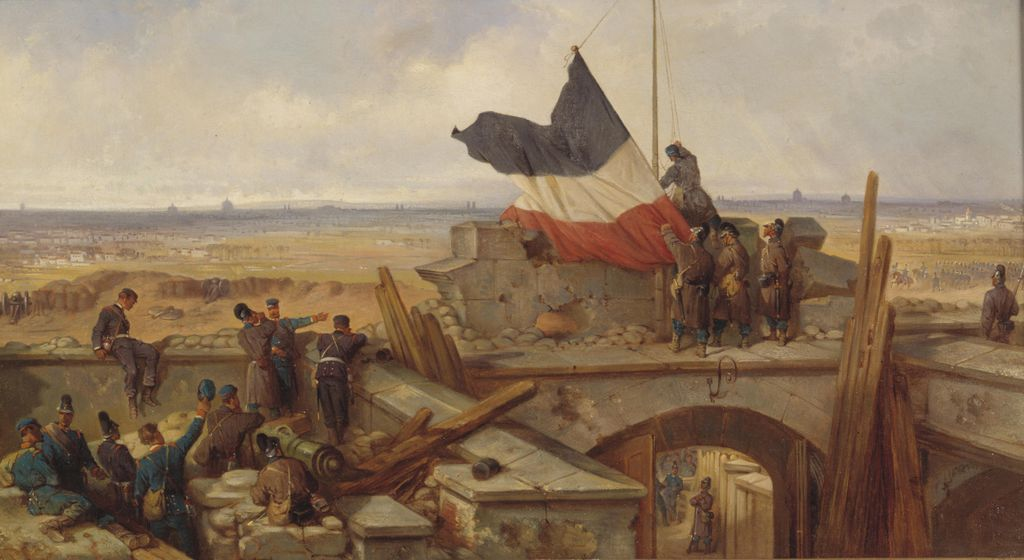
Eugen Adam, changement de drapeau sur le fort de Vanves le 19 janvier 1871.

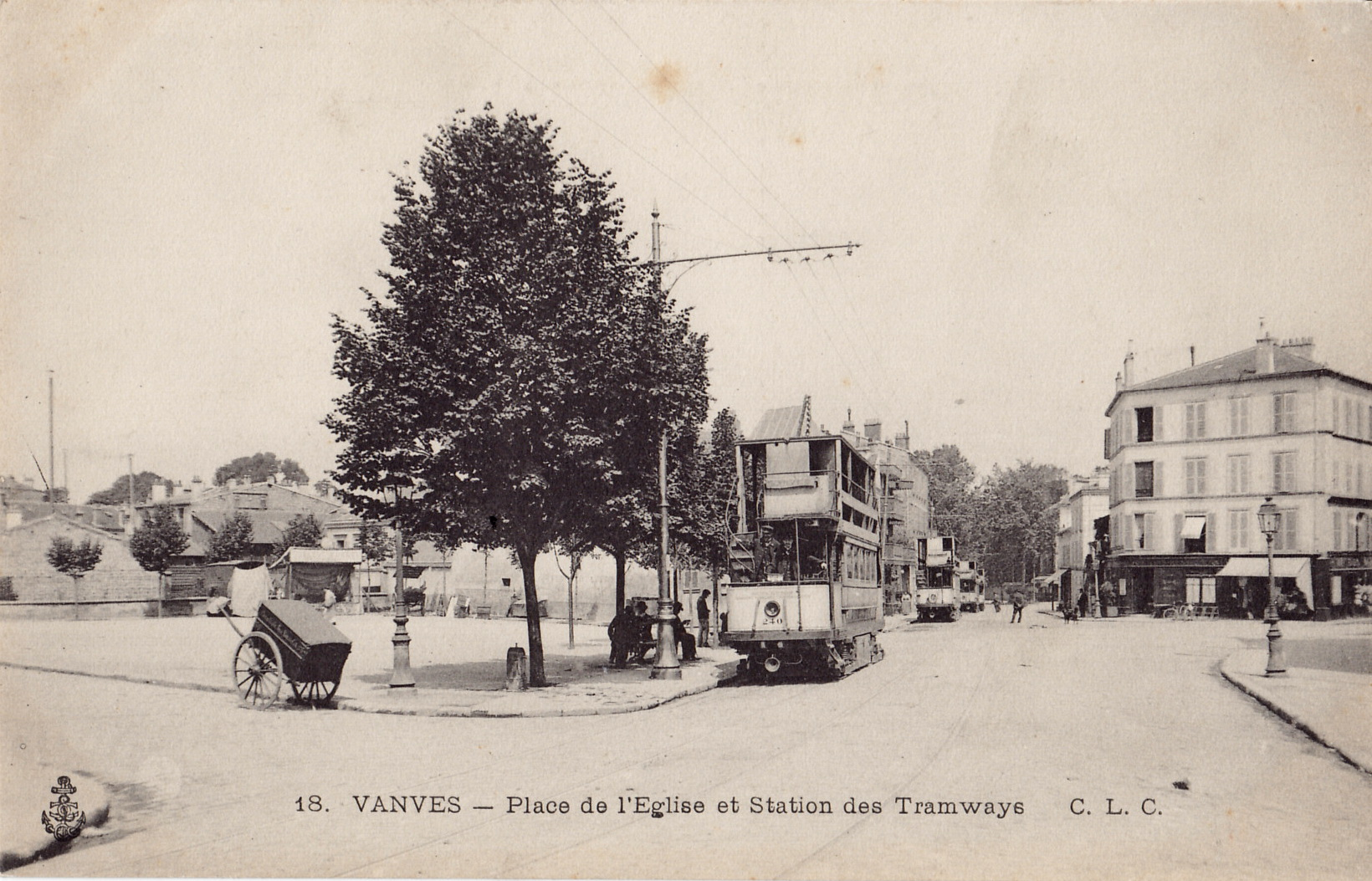
La place de l'Église au début du XX.
C'était la station des tramways parisiens, aujourd'hui la place de la République.

### Époque moderne
François Ier, écrivant à l'empereur Charles Quint, prend le titre de « roi de France, seigneur de Gonesse et de Vanvres », « pour se moquer de la longue liste de titres qu'étaloit l'empereur » (Mathurin Régnier).
En 1700, les princes de Condé font construire un château, dont l'architecte est Mansart (il abrite aujourd'hui le collège et le lycée Michelet).

### Époque contemporaine

#### Situation administrative de Vanves (1789-1964)
Dans le cadre de la réforme administrative de 1789, la commune de Vanves fait partie du département de la Seine et du district de Bourg-la-Reine (Bourg-l'Égalité sous la Ire République), puis de l'arrondissement de Sceaux (1801).
En 1860, la réforme du préfet Haussmann annexe à l'actuel 15e arrondissement de Paris une partie du territoire de Vanves ; en 1883, la coupure du territoire communal introduite par la voie ferrée venant de la gare Montparnasse aboutit à la création de la commune de Malakoff.
En 1964, Vanves est rattachée au nouveau département des Hauts-de-Seine.

#### Faits notables
En 1815, Vanves est occupée par les Anglo-Prussiens ; Wellington et Blücher y établissent leur quartier général.
Le territoire, encore largement rural, connaît une intense urbanisation au XXe siècle.

## Politique et administration

### Rattachements administratifs et électoraux

#### Rattachements administratifs
Antérieurement à la loi du 10 juillet 1964, la commune faisait partie du département de la Seine. La réorganisation de la région parisienne en 1964 fit que la commune appartient désormais au département des Hauts-de-Seine et à son arrondissement d'Antony jusqu'en 2017, puis de l'arrondissement de Boulogne-Billancourt, après un transfert administratif effectif au 1er janvier 1968.
Elle faisait partie de 1801 à 1893 du canton de Sceaux de Seine-et-Oise, année où elle devient chef-lieu du canton de Vanves de la Seine puis des Hauts-de-Seine. Dans le cadre du redécoupage cantonal de 2014 en France, cette circonscription administrative territoriale a disparu, et le canton n'est plus qu'une circonscription électorale.

#### Rattachements électoraux
Pour les élections départementales, la commune est membre depuis 2014 du canton de Clamart
Pour l'élection des députés, elle fait partie de la dixième circonscription des Hauts-de-Seine.

### Intercommunalité
La commune était membre depuis le 1er janvier 2004 de la communauté d'agglomération Arc de Seine. Celle-ci a décidé de s'unir avec l'intercommunalité voisine communauté d'agglomération Val de Seine pour former, le 1er janvier 2010, à la communauté d'agglomération Grand Paris Seine Ouest.
Dans le cadre de la mise en œuvre de la volonté gouvernementale de favoriser le développement du centre de l'agglomération parisienne comme pôle mondial est créée, le 1er janvier 2016, la métropole du Grand Paris (MGP), dont la commune est membre.
La loi portant nouvelle organisation territoriale de la République du 7 août 2015 prévoit également la création de nouvelles structures administratives regroupant les communes membres de la métropole, constituées d'ensembles de plus de 300 000 habitants, et dotées de nombreuses compétences, les établissements publics territoriaux (EPT).
La commune a donc également été intégrée le 1er janvier 2016 à l'établissement public territorial Grand Paris Seine Ouest, qui succède à la communauté d'agglomération éponyme.

### Tendances politiques et résultats
Si la municipalité est dirigée par la droite et le centre, à l'exception d'un mandat, depuis 1947, d'autres élections donnent des résultats plus favorables à la gauche. Ainsi, en 2012, François Hollande l'emporte à Vanves avec 56,44 % des voix, cinq points au-dessus de sa moyenne nationale. Aux élections législatives suivantes, la candidate de gauche Lucile Schmid devance sur la commune, avec 53,81 % des suffrages, le député sortant et réélu André Santini.
La participation est en général élevée sur la commune : 51,34 % aux élections européennes de 2014 (38,98 en moyenne sur l’Île-de-France) ; 63,85 % au premier tour des élections législatives de 2012 (57,22 nationalement).
Lors du premier tour des élections municipales de 2014 dans les Hauts-de-Seine, la liste lections municipales de 2014 dans les Hauts-de-Seine menée par le maire sortant Bernard Gauducheau obtient la majorité absolue des suffrages exprimés, avec 6 549 voix, 61,06 %, 29 conseillers municipaux élus dont 8 communautaires), devançant très largement celles menées respectivement par :  
- Antonio Dos Santos 	(PS,  2 538 voix, 23,66 %, 4 conseillers municipaux élus dont 1 communautaire) ;
- Lucile Schmid (EELV, 1 045 voix, 9,74 %, 1 conseiller municipal élu) ;
- Boris Amoroz (FG, 592 voix, 5,52 %, 1 conseiller municipal élu).

Lors de ce scrutin, 39,94 % des électeurs se sont abstenus.
Lors du second tour des élections municipales de 2020 dans les Hauts-de-Seine, la liste UDI-LR menée par le maire sortant Bernard Gauducheau obtient la majorité absolue des suffrages exprimés, avec 3 997 voix (53,35 %, 27 conseillers municipaux élus dont 1 métropolitain), devançant très largement celles menées respectivement par  : 
- Séverine Edou[21] (LREM, 1 489 voix 19,87 %, 3 conseillers municipaux élus) ;
- Pierre Toulouse (EÉLV, 2 006 voix, 26,78  %,	5 conseillers municipaux élus).

Lors de ce scrutin marqué par la pandémie de Covid-19 en France, 57,86 % des électeurs se sont abstenus.

### Liste des maires
Sept maires ont été élus à Vanves depuis la Libération :
| Période         | Période                       | Identité           | Étiquette                | Qualité |
| --------------- | ----------------------------- | ------------------ | ------------------------ | --- |
| août 1944       | octobre 1947                  | Albert Pellegeay   | PCF                      | Fabricant de peinture |
| octobre 1947    | mars 1965                     | René Plazanet      | RPF-UNR                  | Industriel Sénateur de la Seine (1952 → 1958) Député de la Seine (55e circ.) (1958 → 1962) |
| mars 1965       | 1980                          | André Roche        | UNR puis UDR puis RPR    | Conseiller général de Vanves (1967 → 1980) Vice-président du conseil général Décédé en fonction |
| décembre 1980   | 9 janvier 1991                | Gérard Orillard    | RPR                      | Pharmacien Conseiller régional d'Île-de-France Député suppléant d'André Santini (1988 → 1991) Décédé en fonction |
| 20 janvier 1991 | 25 juin 1995                  | Didier Morin       | RPR                      | Dentiste |
| 25 juin 1995    | 25 mars 2001                  | Guy Janvier        | PS                       | Énarque, haut fonctionnaire Conseiller général de Vanves (2004 → 2015) |
| 25 mars 2001    | En cours (au 16 janvier 2024) | Bernard Gauducheau | UDF puis NC puis FED-UDI | Biochimiste Conseiller général de Vanves (1998 → 2004) Conseiller régional d’Île-de-France (2010 →) Vice-président de la CA Arc de Seine puis de l'EPT Grand Paris Seine Ouest Président du comité stratégique de la SGP (2015 → ) Réélu pour le mandat 2020-2026 |

### Jumelages
| Ville | Ville        | Pays | Pays        | Période                     |
| ----- | ------------ | ---- | ----------- | --------------------------- |
|       | Ballymoney   |      | Royaume-Uni | depuis 2000                 |
|       | Lehrte       |      | Allemagne   | depuis 1963                 |
|       | Rosh HaAyin, |      | Israël      | depuis le 13 septembre 2009 |

## Équipements et services publics

### Enseignement
Vanves est située dans l'académie de Versailles.
C'est l'une des communes des Hauts-de-Seine ayant le plus fort taux de population scolaire.

#### Établissements scolaires

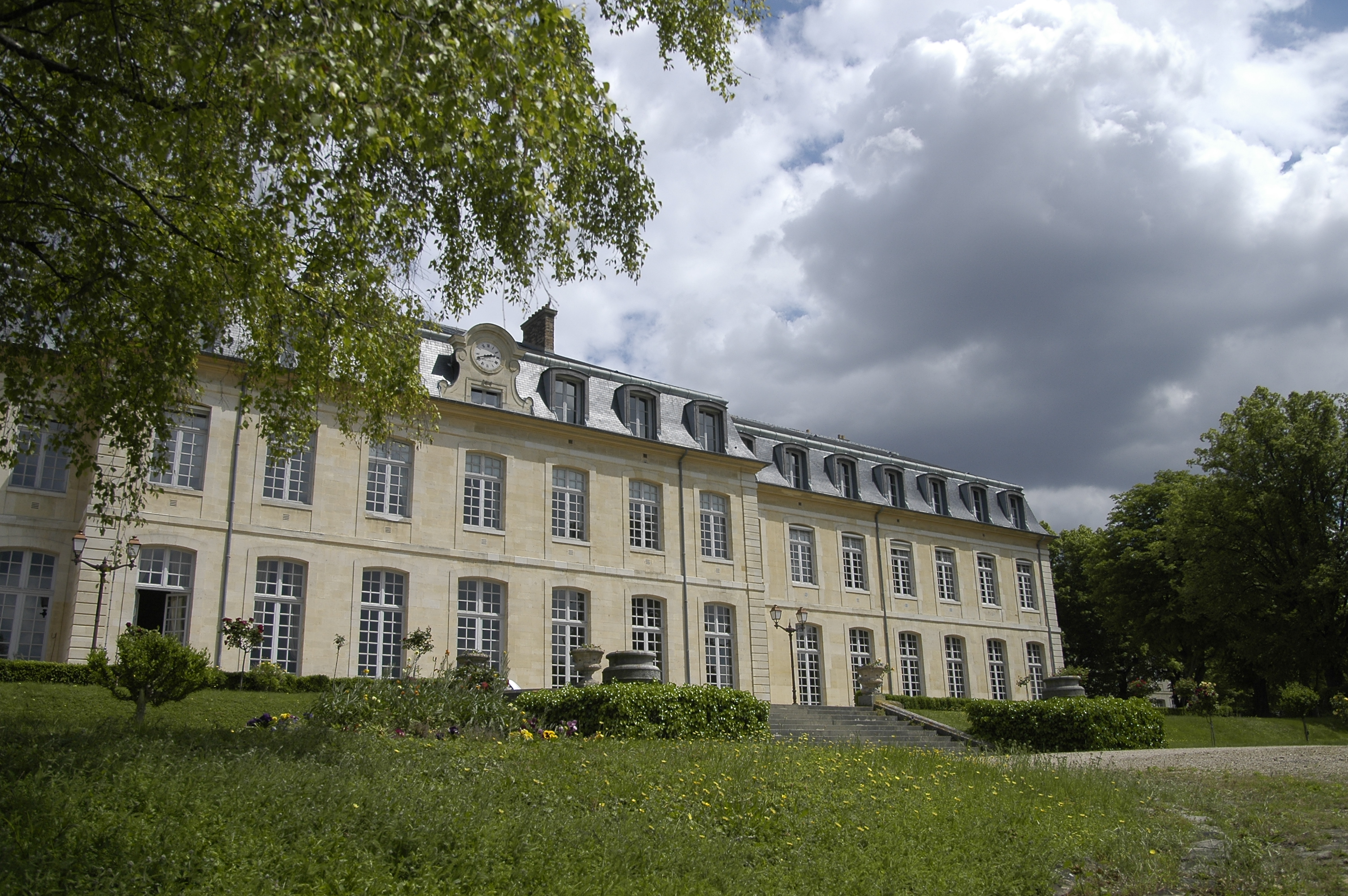
Le lycée Michelet, vu du parc.

La ville administre six écoles maternelles et six écoles élémentaires communales.
Le département gère quant à lui deux collèges (Michelet et Saint-Exupéry) et la région Île-de-France deux lycées (le lycée Michelet et le lycée professionnel Dardenne).
Le lycée Michelet est doté d'un parc historique et d'installations sportives modernisées en 2022, agrandies et ouvertes au public.

### Justice, sécurité, secours et défense
Vanves est le siège d'un tribunal d'instance. Les cantons de la compétence du tribunal de Vanves sont les cantons de Chatillon, Clamart, Issy-les-Moulineaux-Est, Issy-les-Moulineaux-Ouest, Malakoff, Meudon et Vanves.
Vanves est également le siège d'un tribunal de police.
Vanves relève du tribunal d'instance de Vanves, du tribunal de grande instance de Nanterre, de la cour d'appel de Versailles, du tribunal pour enfants de Nanterre, du conseil de prud'hommes de Boulogne-Billancourt, du tribunal de commerce de Nanterre, du tribunal administratif de Cergy-Pontoise et de la cour administrative d'appel de Versailles.

## Population et société

### Démographie

#### Évolution démographique
L'évolution du nombre d'habitants est connue à travers les recensements de la population effectués dans la commune depuis 1793. Pour les communes de plus de 10 000 habitants les recensements ont lieu chaque année à la suite d'une enquête par sondage auprès d'un échantillon d'adresses représentant 8 % de leurs logements, contrairement aux autres communes qui ont un recensement réel tous les cinq ans,.

En 2022, la commune comptait 28 507 habitants, en évolution de +2,37 % par rapport à 2016 (Hauts-de-Seine : +2,75 %, France hors Mayotte : +2,11 %).
| 1793  | 1800  | 1806  | 1821  | 1831  | 1836  | 1841  | 1846  | 1851  |
| ----- | ----- | ----- | ----- | ----- | ----- | ----- | ----- | ----- |
| 1 600 | 1 297 | 1 620 | 1 909 | 2 398 | 2 427 | 2 506 | 2 646 | 3 019 |

| 1856  | 1861  | 1866  | 1872  | 1876  | 1881   | 1886  | 1891  | 1896  |
| ----- | ----- | ----- | ----- | ----- | ------ | ----- | ----- | ----- |
| 3 783 | 6 016 | 8 511 | 7 926 | 8 812 | 12 005 | 5 936 | 6 815 | 8 741 |

| 1901   | 1906   | 1911   | 1921   | 1926   | 1931   | 1936   | 1946   | 1954   |
| ------ | ------ | ------ | ------ | ------ | ------ | ------ | ------ | ------ |
| 10 915 | 12 265 | 15 545 | 16 936 | 16 514 | 19 450 | 20 157 | 20 678 | 21 743 |

| 1962   | 1968   | 1975   | 1982   | 1990   | 1999   | 2006   | 2011   | 2016   |
| ------ | ------ | ------ | ------ | ------ | ------ | ------ | ------ | ------ |
| 25 585 | 25 138 | 22 528 | 22 868 | 25 967 | 25 414 | 26 878 | 27 022 | 27 846 |

| 2021   | 2022   | - | - | - | - | - | - | - |
| ------ | ------ | - | - | - | - | - | - | - |
| 28 014 | 28 507 | - | - | - | - | - | - | - |

#### Pyramide des âges
En 2018, le taux de personnes d'un âge inférieur à 30 ans s'élève à 36,6 %, soit en dessous de la moyenne départementale (38,4 %). À l'inverse, le taux de personnes d'âge supérieur à 60 ans est de 23,1 % la même année, alors qu'il est de 20,0 % au niveau départemental.
En 2018, la commune comptait 12 924 hommes pour 14 542 femmes, soit un taux de 52,95 % de femmes, légèrement supérieur au taux départemental (52,41 %).
Les pyramides des âges de la commune et du département s'établissent comme suit.
| Hommes | Classe d’âge | Femmes |
| ------ | ------------ | ------ |
| 1,0    | 90 ou +      | 1,7    |
| 6,0    | 75-89 ans    | 8,8    |
| 13,0   | 60-74 ans    | 15,6   |
| 18,3   | 45-59 ans    | 20,1   |
| 21,8   | 30-44 ans    | 20,3   |
| 22,3   | 15-29 ans    | 19,5   |
| 17,7   | 0-14 ans     | 14,1   |

| Hommes | Classe d’âge | Femmes |
| ------ | ------------ | ------ |
| 0,6    | 90 ou +      | 1,6    |
| 5,2    | 75-89 ans    | 7,2    |
| 12,1   | 60-74 ans    | 13,5   |
| 19,3   | 45-59 ans    | 19,4   |
| 22,6   | 30-44 ans    | 21,9   |
| 20,2   | 15-29 ans    | 18,9   |
| 19,9   | 0-14 ans     | 17,4   |

### Manifestations culturelles et festivités
- Artdanthé (danse, théâtre, musique et arts plastiques)
- Les vendredis de l'impro (Improvisation théâtrale)

### Sports et loisirs
La piscine municipale Roger-Aveneau, du nom de l'ancien conseiller général et maire-adjoint, est inaugurée en 1971. Sise rue Larmeroux, elle emploie le procédé d'ozonation pour le traitement de l'eau, afin de limiter la concentration de chlore.
Les Vanvéens disposent également du gymnase Maurice-Magne sur le plateau, et du parc des sports André-Roche, attenant au parc Frédéric-Pic. Au bord du boulevard périphérique, le Funpark regroupe une aire de glisse et deux terrains synthétiques.
Le lycée Jules-Michelet est pour sa part doté d'une piscine, d'un gymnase, et de plusieurs terrains extérieurs.
Le stade de Vanves regroupe dix-sept sections et revendique 4 500 adhérents. La première équipe de sa section basket-ball masculine évolue en Nationale 2[Quand ?].

### Médias
Vanves a notamment accueilli le siège de France 3 Paris Île-de-France, jusqu'en 2019. Ce dernier était situé rue Jean-Bleuzen.

### Cultes
Les habitants de Vanves disposent de lieux de culte catholique, protestant, orthodoxe, israélite, et musulman. Le lieu de sépulture de la commune est le cimetière de Vanves.

#### Culte catholique
Depuis janvier 2010, la commune de Vanves fait partie du doyenné des portes, l'un des neuf doyennés du diocèse de Nanterre, avec notamment Issy-les-Moulineaux, Malakoff (Hauts-de-Seine), et Montrouge.

##### La paroisse de Vanves
La paroisse est constituée de deux églises:
- L'église Saint-Rémy, de style gothique flamboyant avec des fresques du XIXe siècle, inscrite aux Monument historique (France). Les messes dominicales y sont célébrées le samedi à 18 h et le dimanche à 11 h 30.
- L'église Saint-François-d'Assise, plus récente, le bâtiment actuel date de 1986. Les messes dominicales y sont célébrées le dimanche à 10 h et à 18 h (messe des jeunes).

Il y a 4 messes dominicales, des messes sont également célébrées en semaine, ainsi que l'adoration du saint sacrement, la prière du chapelet et du rosaire.
L'équipe pastorale est en 2021 composée d'un curé, d'un vicaire, de deux prêtres en situation de retraite.

##### Les communautés religieuses
Il y a quatre communautés religieuses à Vanves :
- Les Bénédictines au prieuré Sainte-Bathilde[49]. L'église abbatiale a été dessinée par Dom Bellot.
- Les sœurs de Saint Joseph de l'Apparition
- Les Xavières
- Les Jésuites avec la communauté Pedro Arrupe, maison de retraite de la congrégation.

La commune comporte également une chapelle rénovée au sein de la maison de retraite Larmeroux et une chapelle au sein du foyer d'accueil pour familles de malades hospitalisés le Rosier Rouge. Une chapelle existe également au lycée Michelet mais elle a été désacralisée.

#### Culte protestant
Le temple protestant de la paroisse évangélique luthérienne Saint Luc est situé place du général Leclerc à Vanves. La communauté rassemble des chrétiens de Vanves et au-delà. 

#### Culte orthodoxe

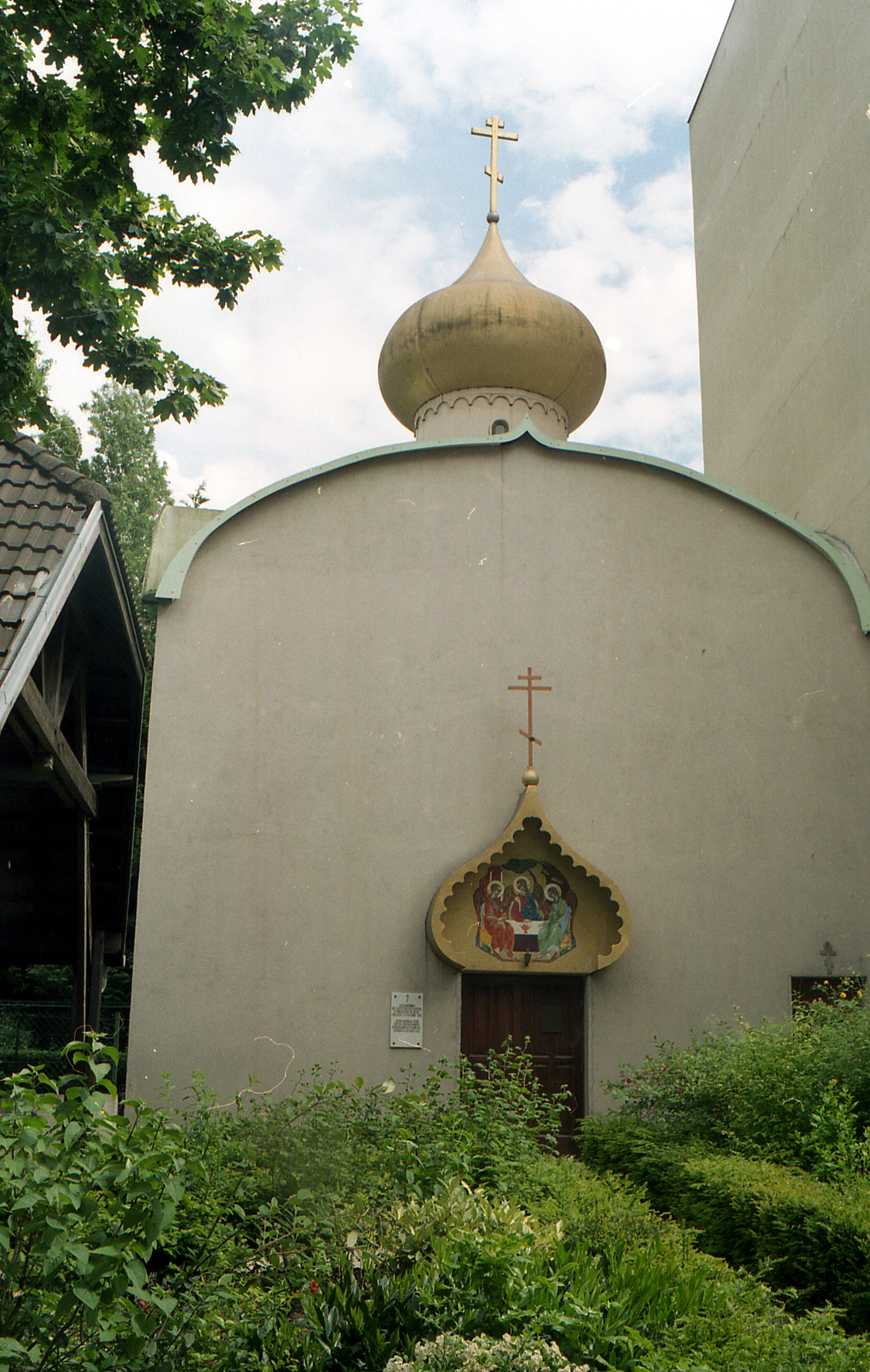
Église de la Sainte-Trinité-et-des-Nouveaux-Martyrs à Vanves.

L'église orthodoxe de la Sainte-Trinité et des Nouveaux Martyrs de Russie, dite église russe de Vanves, est située rue Michel-Ange.

#### Culte israélite
L'association culturelle de la communauté israélite de Vanves administre une synagogue.

#### Culte musulman
L'association « Tous Ensemble » administre une salle de prières.

## Économie

### Revenus de la population et fiscalité
Au niveau de la fiscalité, on dénombrait, en 2008, 563 Vanvéens redevables de l'ISF. Le montant moyen de l'impôt de solidarité sur la fortune versé par les habitants de Vanves redevables était, en 2008, de 4 324 € par an contre 7 636 € par an au niveau national. Le patrimoine moyen des redevables vanvéens de l'ISF est estimé en 2008 à environ 1 515 618 €.
En 2010, le revenu fiscal médian par ménage était de 36 260 €, ce qui plaçait Vanves au 5 250e rang parmi les 31 525 communes de plus de 39 ménages en métropole.

### Emploi
En 2009, la commune de Vanves fait partie de la zone d’emploi de Boulogne-Billancourt. La population active totale[Quand ?] de la commune s'élève à 13 530. Le taux d'activité entre 20 et 59 ans est de 87 % sachant que la moyenne nationale est de 82,2 %. On dénombre 1 059 chômeurs. En 1999, Vanves a un taux de chômage s'élevant à 7,8 %. Ce dernier étant bien plus faible que la moyenne nationale, qui est quant à elle de 12,9 %. Le pourcentage d'actifs est de 53,2 % contre 45,2 % au niveau national. Il y a 16,7 % de retraités, 23,4 % de jeunes scolarisés et enfin 6,7 % de personnes autres sans activité.
Répartition des emplois par domaine d'activité[Quand ?]
|                             | Agriculteurs | Artisans, commerçants, chefs d'entreprise | Cadres, professions intellectuelles | Professions intermédiaires | Employés | Ouvriers |
| --------------------------- | ------------ | ----------------------------------------- | ----------------------------------- | -------------------------- | -------- | -------- |
| Vanves                      | 0 %          | 4 %                                       | 31,7 %                              | 25,7 %                     | 29,6 %   | 9 %      |
| Moyenne des Hauts-de-Seine  | 0,01 %       | 5,14 %                                    | 27,84 %                             | 24,72 %                    | 28,81 %  | 13,48 %  |
| Moyenne nationale           | 2,4 %        | 6,4 %                                     | 12,1 %                              | 22,1 %                     | 29,9 %   | 27,1 %   |
| Sources des données : INSEE |              |                                           |                                     |                            |          |          |

La Maison de l’Emploi Arc de Seine[Passage problématique] se situe à Vanves.

### Entreprises et commerces
Vanves abrite le siège de France 3 Paris Île-de-France Centre, celui de la mutuelle Audiens, ainsi que celui du groupe Hachette Livre. Tous trois sont situés sur la rue Jean-Bleuzen, à proximité du métro.

## Culture locale et patrimoine

### Lieux et monuments

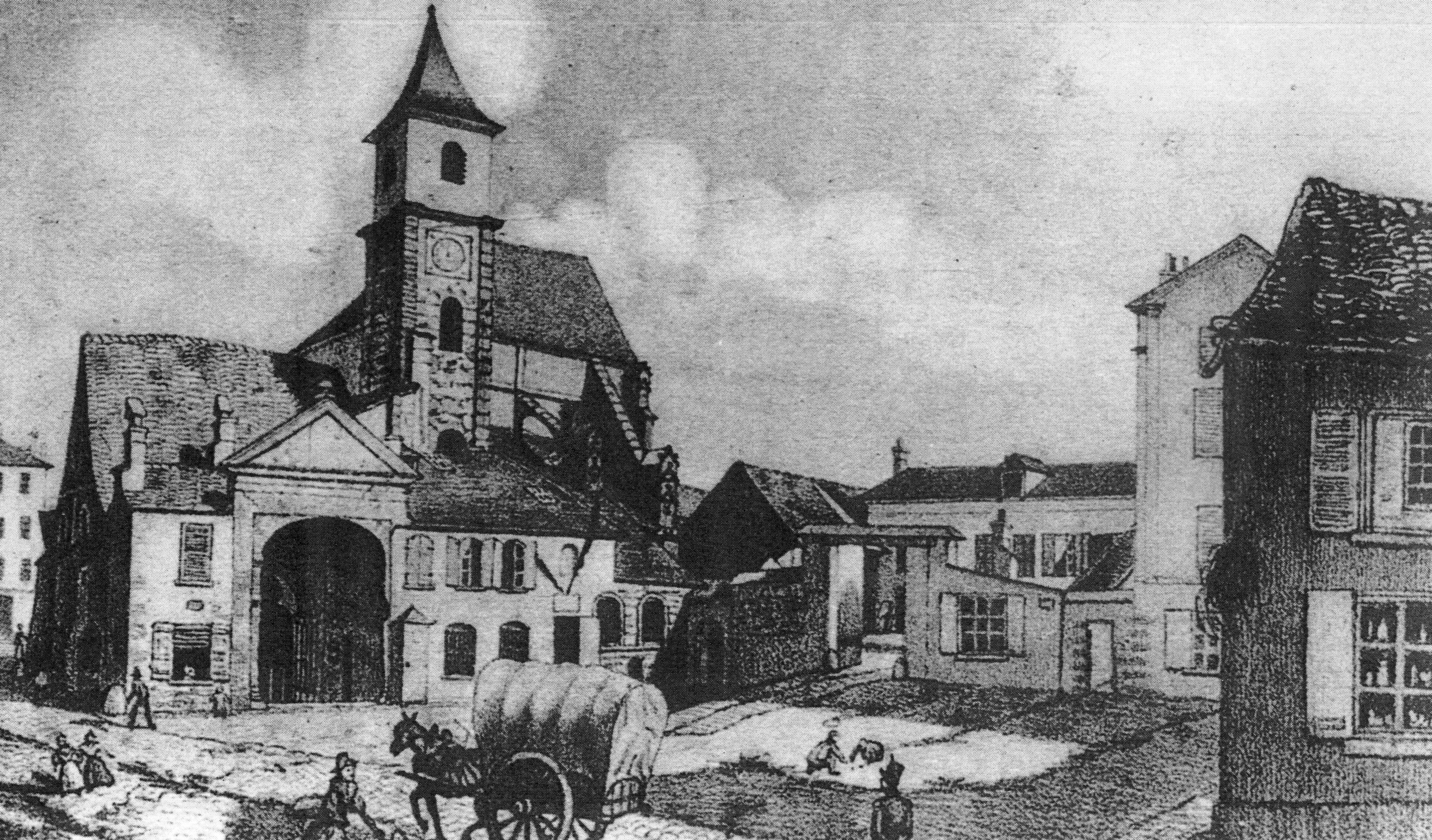
Gravure du XIX de l'église Saint-Rémy.

La commune comprend de nombreux monuments répertoriés à l'inventaire général du patrimoine culturel de la France.
- Vestiges gallo-romains avec la découverte d'une vaste galerie périphérique du IIe ou IIIe siècle de notre ère[63].
- Église Saint-Rémy, inscrite à l'inventaire des monuments historiques. Elle est construite en style gothique flamboyant, et a été consacrée en 1449. Elle comprend une nef terminée par un chœur à trois pans. Une partie de cette nef fut construite au XIXe siècle, à cette époque ont été rajoutées des fresques peintes. Le clocher, à la suite des destructions de la guerre 1870-1871, fut relevé en 1874. Une rénovation de l'intérieur de l'église est commencée au milieu de l'année 2006.
- Le château de Vanves ou château de Claude Lebas de Montargis, bâti en 1698 par Jules Hardouin-Mansart, qui donna son nom aux bâtiments abritant l'administration du célèbre lycée Michelet.
Cette résidence fut acquise en 1717 par l'un des plus puissants personnages du royaume : Louis IV Henri de Bourbon-Condé, prince de Condé[64].
- Prieuré Sainte-Bathilde, monastère fondé en 1921 par mère Waddington-Demas sur les conseils d'un moine de Ligugé, dom Jean Messe. Le monastère a été construit entre 1934 et 1936 par dom Bellot, moine architecte. L'église a été consacrée par Mgr Roncalli, le futur pape Jean XXIII, en 1949.
- Église Saint-François-d'Assise, consacrée en 1986, à l'emplacement d'une ancienne église de 1921 démolie en 1980.
- La statue L'Effort, du sculpteur Émile Guillaume, square François-Mitterrand.

### Patrimoine culturel
- Au XVIe siècle, durant la Renaissance, la commune est reconnue pour la qualité de son beurre[65].
- Le parc municipal Frédéric-Pic, au XVIIIe siècle, domaine propriété de la duchesse de Mortemart, transformé en maison de santé par docteurs les Jean-Pierre Falret et Félix Voisin en 1822. La rue Falret qui longe le parc témoigne aujourd'hui de cette histoire. Le domaine est sauvé de la spéculation immobilière par le maire Frédéric Pic et devient le parc municipal, il est inauguré en 1939.
- En 1953, le médecin scolaire Max Fourestier, lança à Vanves la première classe de neige française[66].
- Vanves abritait au sein d'un ancien bâtiment, près de l'église Saint-Rémy, l'ancien siège social de la société D.E.F et ensuite le « commissariat » de la série policière Julie Lescaut[67]. Ce bâtiment a été détruit et fait place à un immeuble d'habitation depuis le troisième trimestre 2012, après une période consacrée à des fouilles archéologiques[68].
- Le Cinéma de Vanves.
- Le Théâtre de Vanves accueille depuis 1997 le festival Artdanthé, rendez-vous de danse contemporaine, visant à accompagner de nouvelles compagnies et à populariser la danse.
- Le Conservatoire.
- L'Espace socio-culturel Albert-Gazier.
- La salle Sébastien-Giner, située au Plateau.
- La salle Panopée, située près de la gare de Vanves - Malakoff.

### Personnalités liées à la commune

#### Nés à Vanves
- Jacques Jubé (1674-1745), prêtre janséniste.
- Maurice Le Forestier (1872-1945), cinéaste français.
- André du Fresnois (1886-1914), écrivain, critique littéraire et journaliste.
- Charles Hanouet (1890-1915), champion de natation.
- Suzy Wincker, (1894-1989), 1re speakerine et artiste lyrique française.
- Pierre Moncorbier (1907-1978), acteur.
- Josette Amiel (1930), danseuse-étoile.
- Gérard Jouannest (1933-2018), pianiste.
- Thierry Pfister (1945), journaliste, écrivain et homme politique

#### Mort à Vanves
- Alexandre Camille Taponier (1749-1831), général de division de la Révolution française ;
- Georges de Mathan (1771-1840), chambellan de Napoléon Ier, maréchal de camp, pair de France, chevalier de l'ordre royal de Saint-Louis et commandeur de la Légion d'honneur ;
- Annet Morio de L'Isle (1779-1828), général français de la Révolution et de l’Empire ;
- Alexandre Chauvelot (1797-1861), promoteur immobilier ;
- Henry Didier (1823-1868), avocat, homme politique et collectionneur ;
- Jules Gros (1829-1891), journaliste, aventurier, président de la Première République de la Guyane indépendante de 1886 à 18872, puis président à vie de la Seconde République de la Guyane indépendante ;
- Alphonse Hirsch (1843-1884), peintre-graveur, mort dans cette ville ;
- Edmond Humeau (1907-1998), poète et résistant ;
- Gaston Tavian (1908-1987), résistant, Compagnon de la Libération ;
- Albert Gazier (1908-1997), homme politique ;
- Bernard Moitessier (1925-1994), navigateur et écrivain ;
- Jean Offredo (1944-2012), journaliste et écrivain ;
- René Ballet (1928-2017), écrivain et grand reporter ;
- Marius Gourdault (1859-1935), peintre impressionniste, a vécu et est mort au 26 rue Raspail.

#### Ayant vécu ou vivant à Vanves
- Félix Voisin (1794-1872), médecin aliéniste.
- Jean-Pierre Falret (1794-1870), médecin aliéniste, associé de Félix Voisin.
- Marina Tsvetaïeva (1892-1941), poétesse russe a vécu de juillet 1934 à juillet 1938 au 65, rue J.B. Potin (plaque commémorative).
- Gaston Kuypers (1903-1997), artiste peintre belge (atelier avenue du Parc).
- Jean Bleuzen (1906-1944), Résistant (a donné son nom à l'une des voies principales de la ville).
- Max Fourestier (1907-1986), médecin.
- Marguerite Duras (1914-1996), écrivain, a vécu au 16, avenue Victor-Hugo entre 1931 et 1934 (plaque commémorative)[69].
- André Vignoles (1920-2017), peintre et lithographe.
- André du Bouchet (1924-2001), poète.
- Guy Môquet (1924-1941), résistant.
- François Jousselin (1926-2009), artiste peintre.
- Jean-Claude Bertrand (1928-1987), artiste peintre.
- Jean-Michel Jarre (1948), compositeur.
- Marie-José Pérec (1968), athlète.
- Sarah Mostrel, ingénieure, écrivaine, musicienne, poétesse, romancière, journaliste.
- Valérie Karsenti (1968), actrice.
- François Feroleto (1969), acteur[70]
- Natoo (1985), vidéaste.
- Kemar (1987), vidéaste[71].
- Gabriel Attal (1989- ), homme politique français, y est conseiller municipal depuis 2014[72].

### Héraldique
| Armes de Vanves | Elles peuvent se blasonner ainsi aujourd’hui : D'azur, chaussé de gueules, l'azur chargé d'un arbre arraché d'argent, de gueules chargé de trois chabots d'argent la tête vers la pointe posés à dextre un et deux, et de trois battoirs de lavandière de même posés à senestre aussi un et deux ou D'azur à l'arbre arraché d'argent, chaussé de gueules chargé à dextre de trois chabots renversés aussi d'argent posés en pal et ordonnés en orle, à senestre de trois battoirs de lavandière du même posés en pal et ordonnés en orle ou D'azur, à l'arbre d'argent, chaussé de gueules chargé à dextre de trois chabots renversés aussi d'argent, à senestre de trois battoirs de lavandière du même. |

## Pour approfondir